# Midori (likör)

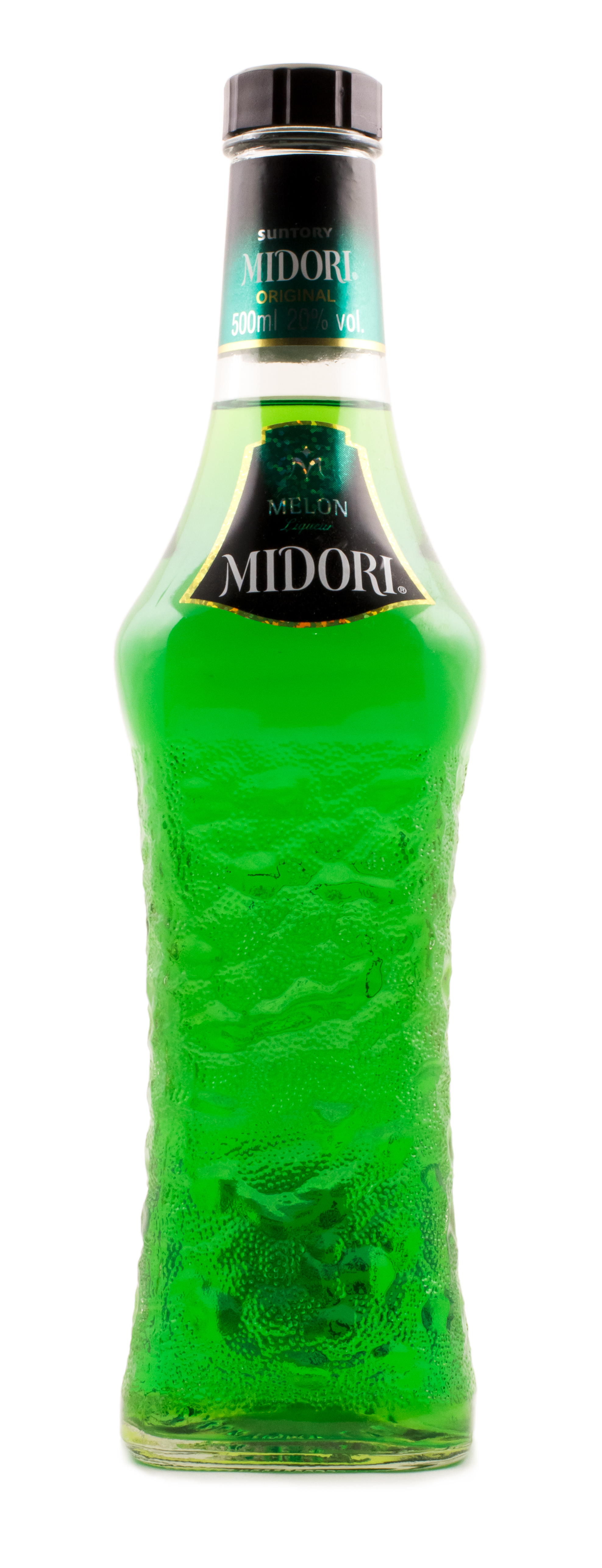
En flaska Midori.

Midori är en melonlikör från Japan som fick uppmärksamhet då den lanserades 1978 i en av New Yorks mest kända nattklubbar, "Studio 54". Dess speciella smak av melon och inslag av banan och vanilj har gjort att drycken idag säljs i över 30 länder. Midori är det japanska ordet för färgen grön.
Midori kan användas som drinkingrediens eller som en dryck till desserter.